# Термінал ЗПГ Палдіскі
Термінал ЗПГ Палдіскі –  естонський інфраструктурний об’єкт для імпорту зрідженого природного газу (ЗПГ). Станом на початок 2023 року виконував функцію резервного.
Естонія традиційно споживала природний газ походженням з Росії. Естонська газотранспортна система має сполучення з латвійською, а з  2019-го також з фінською (проект Balticconnector), проте й ці країни майже виключно використовували російський ресурс (хоча й існувала можливість транзиту з литовського терміналу ЗПГ у Клайпеді, а Фінляндія мала малий термінал ЗПГ у Порі). З початком повномасштабного російського вторгнення до України в лютому 2022 року Естонія обрала курс на відмову від російських енергоносіїв, так само як й інші сусідні країни. Як наслідок, Естонія та Фінляндія (в особі операторів газотранспортних мереж Elering та Gasgrid Finland) домовились про спорудження в кожній країні терміналу для імпорту ЗПГ з характеристиками, розрахованими на використання однієї й тієї ж плавучої установки зі зберігання та регазифікації.
Для розміщення естонського терміналу обрали район порту Палдіскі, біля якого виходить на суходіл зазначений вище Balticconnector. Наприкінці травня 2022-го бельгійський земснаряд «Pedro Alvares Cabral» провів днопоглиблювальні роботи, після чого узялись за спорудження швартового вузла для плавучої регазифікаційної установки. Цей об’єкт завершили до кінця року, так саме як і газопровід від нього до компресорної станції трубопроводу Balticconnector завдовжки 1,2 км (в т.ч. 0,8 км офшорна частина) та діаметром 500 мм (для пропуску його через прибережну скелясту полосу пробурили тунель завдовжки 60 метрів із діаметром 1 метр). Зазначена інфраструктура повинна за потреби обслуговувати плавучу установку Exemplar.
Проект терміналу реалізували через Pakrineeme Sadam OÜ приватні компанії Alexela та Infortar. При цьому вже після початку будівництва Естонія та Фінляндія домовились, що плавуча установка поки буде постійно знаходитись на фінському терміналі Інкоо. Для заохочення приватних інвесторів до продовження робіт естонський уряд надав їм додаткові гарантії захисту інвестицій, а на початку 2023-го погодився профінансувати викуп Elering терміналу в Палдіскі.